# Норт Форт Мајерс (Флорида)
Норт Форт Мајерс (енгл. North Fort Myers) насељено је место без административног статуса у америчкој савезној држави Флорида.

## Демографија
По попису из 2010. године број становника је 39.407, што је 807 (-2,0%) становника мање него 2000. године.
| Група             | 2000.          | 2010.          |
| Белци             | 38.078 (94,7%) | 35.742 (90,7%) |
| Афроамериканци    | 375 (0,9%)     | 574 (1,5%)     |
| Азијати           | 194 (0,5%)     | 254 (0,6%)     |
| Хиспаноамериканци | 1.166 (2,9%)   | 2.438 (6,2%)   |
| Укупно            | 40.214         | 39.407         |